# Белоброд
Белоброд (на албански: Bellobradë, на сръбски: Белоброд) е село в община Драгаш (Шар), Призренски окръг, Косово. Населението възлиза на 948 жители според преброяването от 2011 г.

## География
Белоброд се намира в географския район Ополе, който през 2000 г. е обединен административно с Гора в единната община Драгаш (Шар). Селото се намира на около 10 километра северно от Драгаш (Шар) и на около 20 километра южно от град Призрен. Разположено е до дясния бряг на река Плава.

## История
Според Стефан Младенов в 1916 година Белоброд е албанско село.
Преброяването от 2011 година регистрира всичките 948 жители като албанци.
Белобродската валавица е обявена за архитектурен паметник на културата.